# Aérodrome de Mimizan
L’aérodrome de Mimizan, où se trouve l'aéroclub « Assolant-Lefèvre-Lotti » (code OACI : LFCZ), est un aérodrome civil, ouvert à la circulation aérienne publique (CAP), situé à 7,5 km au sud-est de Mimizan dans les Landes (région Nouvelle-Aquitaine, France).
Il est utilisé pour la pratique d’activités de loisirs et de tourisme (aviation légère, parachutisme, publicité aérienne et aéromodélisme).
L'Aérodrome accueille le Détachement Aérien Saisonnier Médicalisé (DASM) des Forces aériennes de Gendarmerie pendant les vacances scolaires d'été. Il dispose d'un hélicoptère de type Ecureuil (S350) et assure les secours sur les plages du littoral (de Biscarrosse à Vieux-Boucau).

## Histoire
Sa création a été autorisée par arrêté du 12 août 1969 et son ouverture à la circulation aérienne publique (CAP) par arrêté du 17 juin 1970. Il porte le nom d’aérodrome de MIMIZAN, l'aéroclub a été baptisé aéroclub Assolant-Lefévre-Lotti, du nom des trois aviateurs ayant réalisé un atterrissage forcé de leur avion l'Oiseau Canari à Mimizan plage le 16 juin 1929 (à l'occasion de la première traversée française sans escale de l’Atlantique Nord).

## Installations
L’aérodrome dispose d’une piste bitumée orientée est-ouest (08/26), longue de 1 042 mètres et large de 20. Elle est dotée :
- d’un balisage diurne et nocturne (feux basse intensité) ;
- d’un indicateur de plan d’approche (APAPI) pour le sens d’atterrissage 26.

L’aérodrome n’est pas contrôlé. Les communications s’effectuent en auto-information sur la fréquence de 118,900 MHz. Il est agréé pour le vol à vue (VFR) de nuit. Un PCL (Pilot Controlled Lighting) permet l'activation du balisage.
S’y ajoutent :
- une aire de stationnement ;
- des hangars ;
- une station d’avitaillement en carburant (100LL)[5].

## Activités

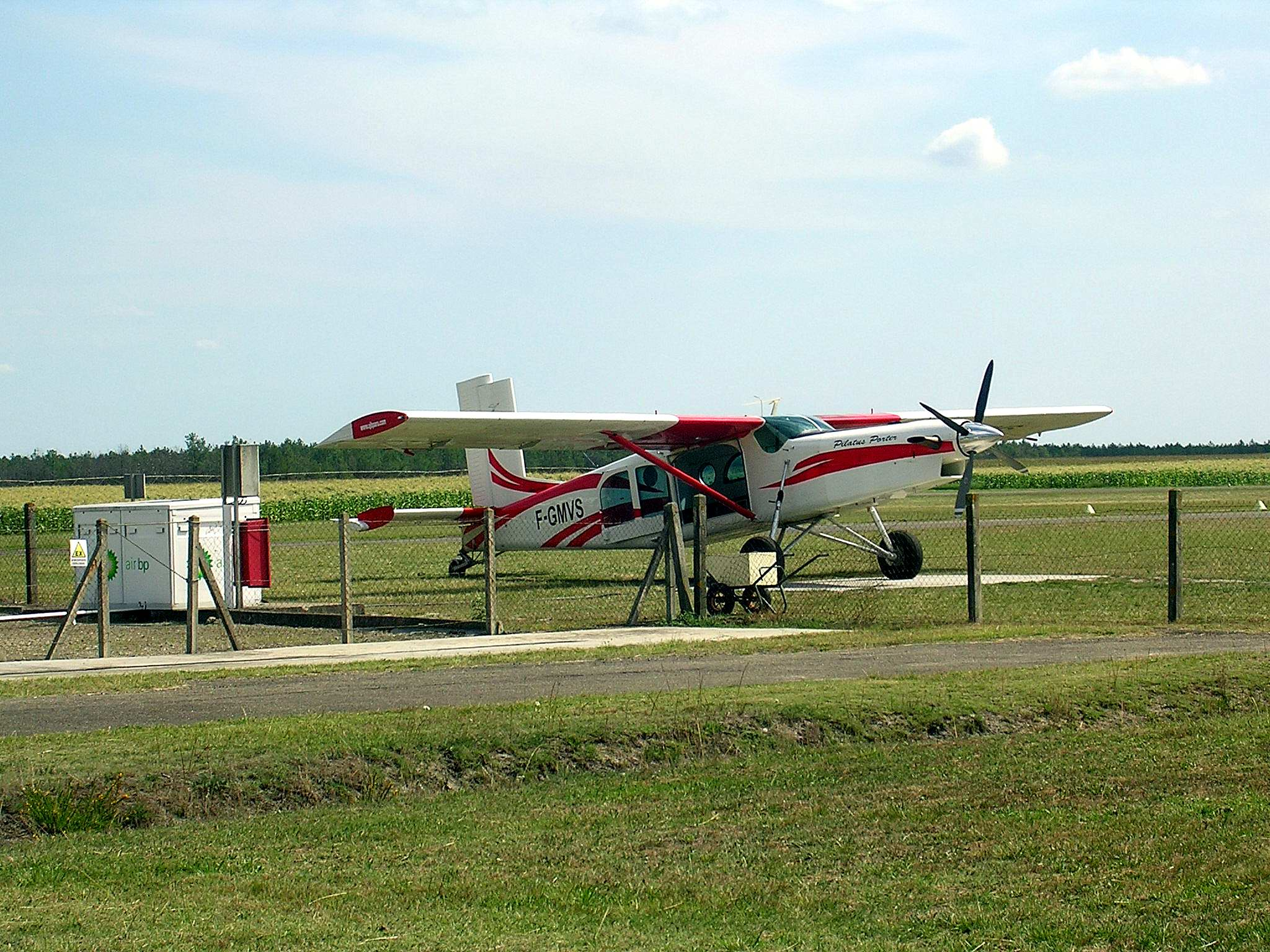
Avion à l'aérodrome de Mimizan

- Aéroclub de Mimizan (avions et modélisme)
- École de parachutisme "OJB Parachutisme" : école professionnelle de chute libre affiliée à la fédération française de parachutisme
- Publicité aérienne par banderoles "Action Communication"
- ULM 164